# Gerhard Schill

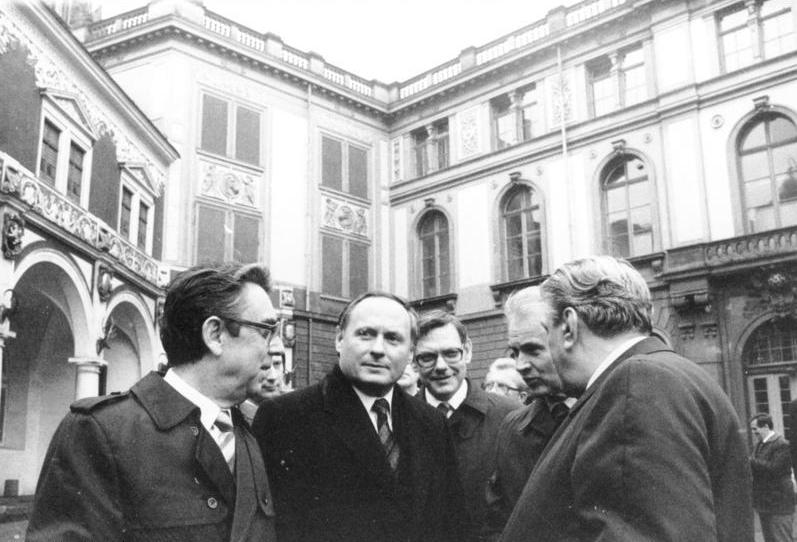
Gerhard Schill (rechts) während eines Besuches von Oskar Lafontaine im Jahr 1985 in Dresden

Paul Gerhard Schill (* 23. März 1925 in Chemnitz; † 6. April 2000 in Dresden) war Oberbürgermeister der Stadt Dresden von 1961 bis 1986.

## Leben

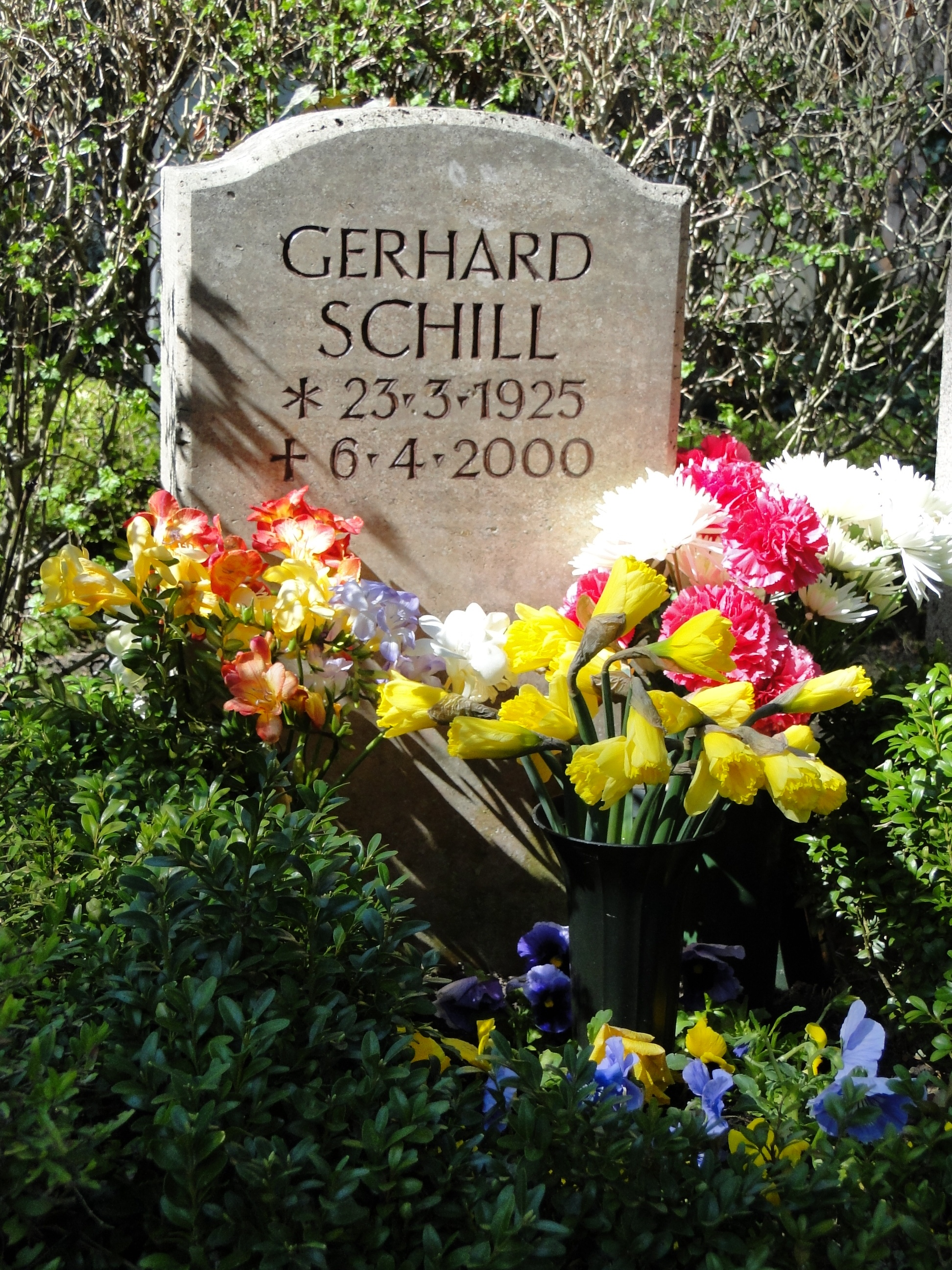
Grab von Gerhard Schill auf dem Urnenhain Tolkewitz

Paul Gerhard Schill wurde in Chemnitz als Sohn eines Schlossers geboren. Nach der Volksschule begann er eine Lehre als Kaufmannsgehilfe, brach diese aber ab. In den 1930er Jahren wurde er Mitglied der Hitlerjugend, am 4. Januar 1943 beantragte er die Aufnahme in die NSDAP und wurde zum 20. April desselben Jahres aufgenommen (Mitgliedsnummer 9.351.370). Schill kämpfte als Panzergrenadier an der Ostfront.
Nach seiner Verwundung in Prag desertierte er in den letzten Kriegstagen aus der Wehrmacht. Im Jahre 1945 nahm er eine neue Tätigkeit als Polizist in Chemnitz auf und trat 1946 der SPD bei.
Nach seinem Studium an der Verwaltungsakademie im Forst Zinna von 1950 bis 1952 erhielt er eine Anstellung als persönlicher Referent von Ministerpräsident Max Seydewitz. Zum Chef der Staatlichen Plankommission im Rat des Bezirkes Dresden befördert, arbeitete er dort bis 1958 und stieg in die SED-Bezirksleitung auf.
Am 17. Mai 1961 bestimmte ihn das ZK der SED zum Nachfolger von Herbert Gute, sobald dessen Amtsenthebung wirksam geworden war. Während Schills Amtszeit erfuhr die Wirtschaft der Stadt Dresden einen deutlichen Aufschwung. Sehr viele Nachkriegsbauten Dresdens fielen unter seine Verantwortung. Unter ihm begann auch die Karriere der späteren Chefassistentin Wolfgang Berghofers, Ursula Wehner, mit ihrem Einstieg 1971.
Am 14. Februar 1964 unterzeichneten Schill und die stellvertretende Oberbürgermeisterin Coventrys Elsie Jones im Ratssitzungssaal des Dresdner Rathauses den Freundschaftsvertrag mit der englischen Stadt Coventry, die bereits seit 1959 Partnerstadt Dresdens war. Ein für Mai 1965 geplanter Gegenbesuch in Coventry anlässlich einer Ausstellung über Dresden scheiterte, weil ihm die Briten über das Allied Travel Office im Einklang mit damaligen Regeln und der Hallstein-Doktrin die Einreise verweigerten.
Im Jahre 1984 reiste er zu Gesprächen nach Bayreuth und nahm 1985 an den Nürnberger Friedensgesprächen der SPD teil. Schill trat 1986 aus gesundheitlichen Gründen als OB zurück und wurde 1990 Mitglied der PDS. Am 6. April 2000 starb Gerhard Schill in Dresden. Sein Grab befindet sich auf dem Urnenhain Tolkewitz.